# Donald visite le parc de Brownstone
Pour plus de détails, voir Fiche technique et Distribution.
Donald visite le parc de Brownstone (Grin and Bear it) est un dessin animé de la série des Donald produit par Walt Disney pour RKO Radio Pictures sorti le 13 août 1954.

## Synopsis
Donald et une horde de touristes arrivent pour visiter le parc national. Après leur avoir rappelé les règles de conduite, le ranger responsable des ours leur envoie les ours à qui il rappelle que si un ours était pris en train de voler, il finirait en carpette...

## Fiche technique
- Titre original : Grin and Bear it
- Titre français : Donald visite le parc de Brownstone
- Série : Donald Duck
- Réalisateur : Jack Hannah
- Scénario : David Detiege et Al Bertino
- Animateur : Bob Carlson, Al Coe, Volus Jones et Bill Justice
- Layout : Yale Gracey
- Background : Ray Huffine
- Effets visuels : Dan McManus
- Musique: Oliver Wallace
- Voix : Clarence Nash (Donald), James MacDonald (l'ours Nicodème) et Bill Thompson (la voix du ranger)
- Producteur : Walt Disney
- Société de production : Walt Disney Productions
- Distributeur : RKO Radio Pictures
- Date de sortie : 13 août 1954
- Format d'image : couleur (Technicolor)
- Son : Mono (RCA Photophone)
- Durée : 6 minutes
- Langue : (en)
- Pays :  États-Unis

## Voix françaises
- Sylvain Caruso : Donald Duck
- Philippe Dumat : le ranger

## Titre en différentes langues
D'après IMDb :
- Finlande : Karhu taljana
- Suède : Kalle Ankas björnäventyr